# Camponotus ostiarius
Camponotus ostiarius é uma espécie de inseto do gênero Camponotus, pertencente à família Formicidae.